# Rocchetta e Croce
Rocchetta e Croce è un comune italiano sparso di 442 abitanti della provincia di Caserta in Campania. Sede comunale è la frazione di Rocchetta.

## Geografia fisica e antropica
Rocchetta e Croce è tra i comuni meno popolosi della Campania e conta tre frazioni: Rocchetta, Croce e Val d'Assano.

## Storia
Le origini di Rocchetta risalgono al periodo della Cales romanica. Il nome deriva da un'antica rocca, sede della baronia dei Vescovi di Calvi, titolo che ancora oggi il Vescovo di Teano-Calvi conserva come onorifico.
I borghi di Rocchetta e Croce nacquero dopo l’abbandono dell’antica Cales, distrutta dai Saraceni nell’879. I superstiti si rifugiarono sulle alture, formando un insediamento fortificato in posizione naturalmente difensiva. La rocca, costruita intorno all’VIII secolo, fu per anni occupata dai Saraceni, che la usarono come base per attività di razzia. In seguito passò ai Vescovi, che ne fecero un luogo di ritiro e preghiera.
Il toponimo "Rocchetta" deriva da rocca, mentre "Croce" ha origini religiose.

## Monumenti e luoghi d'interesse
- Castello di Rocchetta;
- Chiesa della Santissima Annunziata;
- Eremo di San Salvatore;
- Ponte romano a Val d'Assano.

## Società

### Evoluzione demografica
Abitanti censiti

### Etnie e minoranze straniere
Secondo i dati ISTAT al 1º gennaio 2022 la popolazione straniera residente era di 39 persone e rappresentava il 8.6% della popolazione residente nel territorio del comune. Le nazionalità maggiormente rappresentate in base alla loro percentuale sul totale della popolazione residente erano:
- Romania 27
- Nigeria 6
- Polonia 2
- Messico 1

## Amministrazione
| Periodo | Periodo   | Primo cittadino          | Partito                     | Carica  | Note |
| ------- | --------- | ------------------------ | --------------------------- | ------- | ---- |
| 1985    | 1990      | Alfonso Maccariello      | Partito Socialista Italiano | Sindaco |      |
| 1990    | 1999      | Giovanni Michele Mercone | Democrazia Cristiana-PPI    | Sindaco |      |
| 1999    | 2009      | Salvatore Geremia        | Lista civica                | Sindaco |      |
| 2009    | 2014      | Vincenzo Laurenza        | Lista civica                | Sindaco |      |
| 2014    | in carica | Salvatore Geremia        | Lista civica                | Sindaco |      |

Il comune appartiene alla Comunità montana Monte Maggiore.